# Irmgard Praetz
Irmgard Praetz (Salzwedel, 9 agosto 1920 – Garching bei München, 7 novembre 2008) è stata una lunghista tedesca.
Nel 1938 fu medaglia d'oro ai campionati europei di atletica leggera di Vienna, dove si disputarono le sole gare femminili, mentre quelle maschili si svolsero a Parigi. Durante la gara registrò anche il suo primato personale con la misura di 5,88 m.

## Palmarès
| Anno | Manifestazione | Sede   | Evento         | Risultato | Prestazione | Note                          |
| ---- | -------------- | ------ | -------------- | --------- | ----------- | ----------------------------- |
| 1938 | Europei        | Vienna | Salto in lungo | Oro       | 5,88 m      | Miglior prestazione personale |

## Campionati nazionali
- 1 volta campionessa tedesca assoluta del salto in lungo (1938)
- 1 volta campionessa tedesca assoluta del pentathlon